# Aktion T4
Vous lisez un « bon article » labellisé en 2017.
Aktion T4 désigne la campagne d'extermination par assassinat des adultes handicapés physiques et mentaux, allemands et autrichiens, menée par le régime nazi de 1939 à août 1941, qui a fait de 70 000 à 80 000 victimes.
Aktion T4 est le nom retenu après 1945 pour cette action conduite sous la direction du Bureau central T4 (de) de la chancellerie du Führer. Même si cette action cessa officiellement en août 1941, l'extermination des handicapés se poursuivit tout au long de la Seconde Guerre mondiale. En outre, une grande partie de ses exécutants ont été recrutés pour l'Aktion Reinhard du programme de la destruction des Juifs d'Europe.
Fondée sur un terreau idéologique fertile prônant une politique eugéniste active, antérieure au nazisme mais exacerbée par celui-ci, la politique d'extermination des personnes handicapées est préparée par une intense campagne de propagande en faveur de la stérilisation et de l'« euthanasie » des personnes dont la vie est considérée par le régime comme indigne d'être vécue, qui s'exprime par exemple avec le film Ich klage an de Wolfgang Liebeneiner sorti en 1941.
L'extermination des handicapés est le fruit d'une décision personnelle d'Adolf Hitler ; celui-ci en confie l'exécution à la chancellerie du Führer, dirigée par Philipp Bouhler. Mise en œuvre par des médecins nazis convaincus par les thèses du régime, et du personnel issu de la SS, elle se traduit par des mises à mort à grande échelle au moyen de chambres à gaz spécialement construites à cet effet dans six centres dédiés à ces opérations. Bien que des efforts soient déployés pour garder l'opération secrète, celle-ci devient de plus en plus connue au fil des mois, ce qui suscite des protestations qui contribuent à son arrêt officiel, l'objectif exterminateur que les nazis s'étaient fixé ayant de toute manière été atteint.

## Terminologie

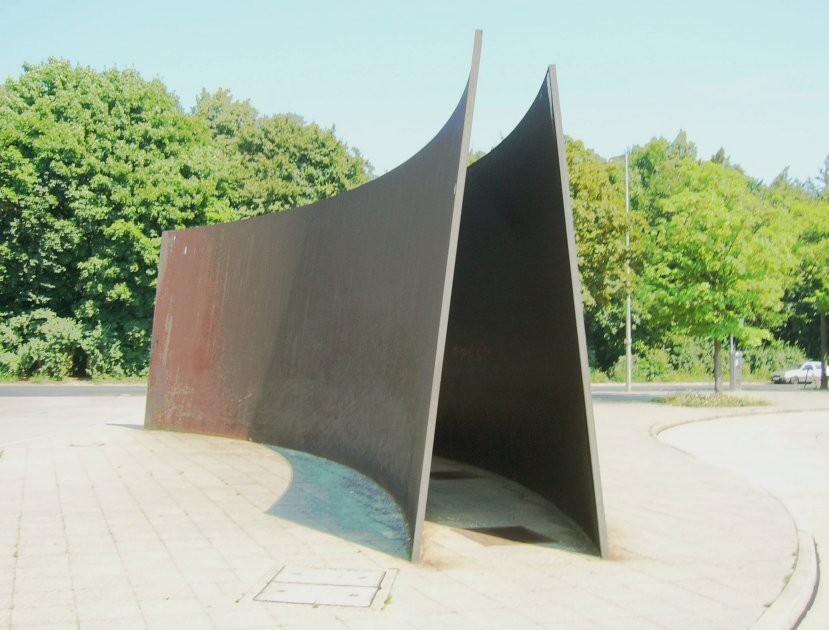
Monument en hommage aux victimes du programme Aktion T4 réalisé par Richard Serra à Berlin sur la Tiergartenstraße.

Le terme « Aktion T4 » apparaît après 1945 ; il est dérivé de l'adresse du bureau central de l'opération, situé dans une villa confisquée à ses propriétaires juifs fin 1938 au no 4 de la Tiergartenstrasse à Charlottenburg, un des quartiers résidentiels de Berlin. Dans les archives fédérales allemandes, les dossiers relatifs à cette campagne de meurtres sont répertoriés sous le titre de Euthanasie-Akten (Documents relatifs à l'euthanasie) ou Euthanasie-Verbrechen-Zentralarchiv (Archives centrales de crimes d'euthanasie). Les documents officiels nationaux-socialistes contemporains se référant à ce programme le désignent alternativement sous les termes Aktion, E-Aktion, ou Eu-Aktion, « E » et « Eu » consistant en l'abréviation du mot « Euthanasie ».
Dans son ordre écrit du 1er septembre 1939 à Karl Brandt et Philipp Bouhler, Adolf Hitler emploie le terme de Gnadentod, que l'on peut traduire par « mort miséricordieuse ».
Si le terme d'euthanasie est employé par les nazis pour désigner l'Aktion T4, divers historiens montrent la réalité qui se cache derrière l’emploi de ce terme. Ainsi Michael Tregenza, pour qui « les nazis utilisaient le mot euthanasie, qui signifie habituellement l'acte ou la pratique consistant à donner la mort sans douleur. […] Il s'agit ici de rien de moins qu'un meurtre sous couvert d'euthanasie ». Pour qualifier les six centres où sont exécutées les victimes, Tregenza préfère l'expression « centre de gazage » à celle « d'institution d'euthanasie ». Bien que Raul Hilberg emploie le terme « euthanasie », entre guillemets, il considère ce programme comme la préfiguration conceptuelle en même temps que technique et administrative de l'extermination des Juifs d'Europe, et le décrit en définitive comme un holocauste psychiatrique. Richard J. Evans place lui aussi le terme « euthanasie » entre guillemets pour désigner un programme d'euthanasie forcée. Quant à Ian Kershaw, il qualifie l'appellation du programme d'« action d'euthanasie » d'euphémisme.

## Origines idéologiques

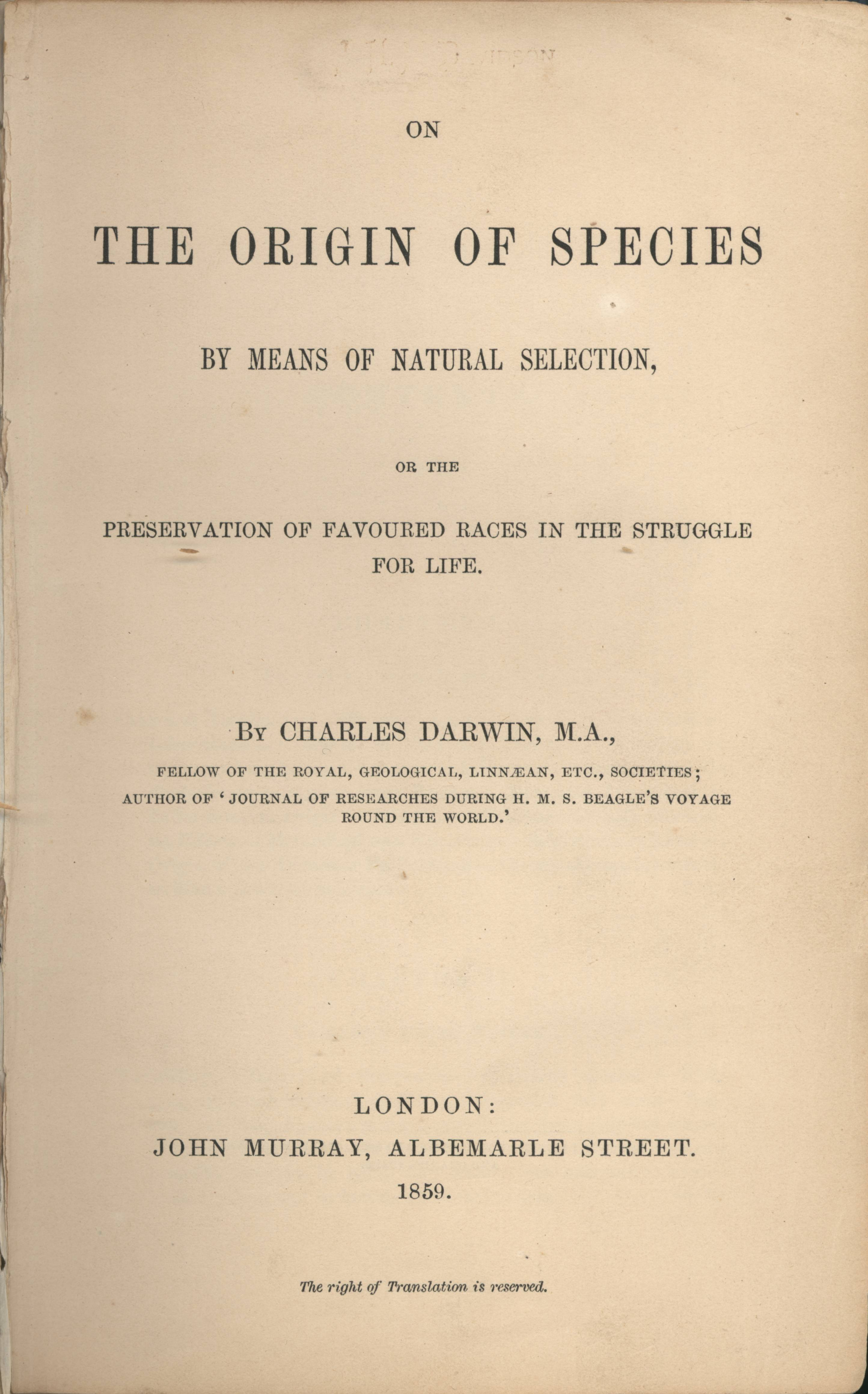
De l'origine des espèces, 1859. Hitler et ses fidèles en font une lecture et une interprétation servant leurs objectifs criminels.

« L'érection de la dictature, à partir de 1933, avait autorisé le corps des médecins et des psychiatres à penser l'impensable. Des points de vue minoritaires, contraints même dans une démocratie qui battait de l'aile, purent alors devenir l'idéologie dominante »

— Ian Kershaw.

« Dans l'esprit de Hitler, le darwinisme apportait la justification morale de l'infanticide, de l'euthanasie, et par la suite du génocide. Il lui permettait d'atteindre son objectif : la perfection biologique de la race nordique »

— Michael Tregenza.

### Contexte international
Comme le souligne Ian Dowbiggin, les origines des mouvements en faveur de l'euthanasie aux États-Unis et en Europe sont antérieures au Troisième Reich et étroitement liées à l'histoire de l'eugénisme et du darwinisme social. En 1883, Francis Galton forge le terme eugenics pour établir une science de l'amélioration biologique de l'espèce humaine. Les partisans de l'eugénisme appliquent les principes biologiques des théories cellulaires et de l'évolution aux sociétés modernes, bases du darwinisme social. Le mouvement eugénique tend à créer une hiérarchie de races ou de groupes sociaux, plus ou moins valables, plus ou moins susceptibles de dégénérer.
De telles idées se développent également en Grande-Bretagne et aux États-Unis où, dans les années 1920, il y a « une passion raciale et eugénique en faveur de la stérilisation d'un grand nombre de criminels et de handicapés mentaux [motivée] par la crainte d'une « dégénération nationale » et d'une menace sur la santé des « races civilisées » ». En France, Alexis Carrel, dans son ouvrage L'Homme, cet inconnu, publié en 1935, estime que « la sélection naturelle n'a pas joué son rôle depuis longtemps » et que « beaucoup d'individus inférieurs ont été conservés grâce aux efforts de l'hygiène et de la médecine ».

### Débat allemand
Dès 1895, le juriste allemand Adolf Jost, dans son ouvrage Le Droit à la mort, plaide en faveur de « mises à mort médicales », argumentant que le contrôle sur la mort des individus doit en fin de compte relever de l'État. Toujours en Allemagne, Alfred Ploetz, fondateur en 1905 de la Société pour l'hygiène de la race, estime qu'il faut arrêter les soins aux malades alcooliques, vénériens ou issus d'unions consanguines, car ils sont « contre-sélectifs », en leur permettant de se reproduire et de maintenir ainsi des tares héréditaires dans le corps social ; il conseille aux médecins de tuer les nouveau-nés chétifs et malformés.
En 1920, l'ouvrage Die Freigabe der Vernichtung lebensunwerten Lebens (L'autorisation de l'annihilation de la vie dénuée de valeur) de Karl Binding et Alfred Hoche propage en Allemagne les concepts de « semi-humains », « esprits morts », « avariés » et « existences superflues ». Les deux auteurs, respectivement juriste et psychiatre, citant Platon et Friedrich Nietzsche,, réclament « l'élimination des malades incurables et des fous à la demande de leurs parents ou d'une commission composée de deux médecins et de deux juristes qui auraient examiné en profondeur le dossier de la personne concernée ». Parmi les raisons invoquées, et par la suite reprises par les nazis, figurait la nécessité d'éviter de dépenser un argent qui pourrait servir autrement à des fins « productives ». Dans cet ouvrage crucial selon Lifton, les auteurs estiment que l'euthanasie forcée est une action compassionnelle et conforme à l'éthique médicale.

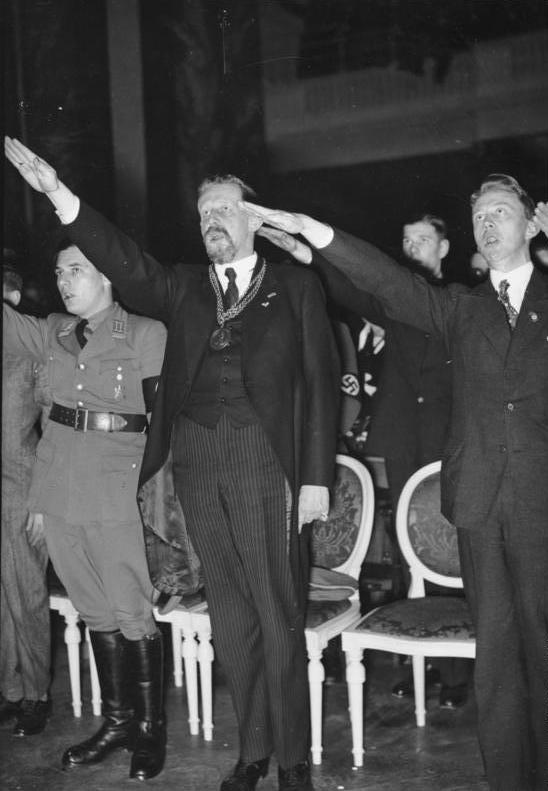
Eugen Fischer (au centre) en 1934.

Lors de la publication de l'ouvrage, l'écrasante majorité des médecins allemands rejette l'euthanasie, mais l'idée de mettre à mort des malades se propage dans l'opinion : en 1922, une revue de droit pénal publie un projet de loi sur la suppression des malades mentaux, et en 1925, une enquête menée auprès de théologiens fait apparaître que certains d'entre eux estiment inutile d'aider médicalement les enfants attardés.
En Allemagne, Fritz Lenz plaide en 1923 pour un vaste programme de stérilisation et regrette que la république de Weimar ne dispose pas d'institutions de recherches eugéniques comparables à celles existant en Grande-Bretagne et aux États-Unis ; il regrette également que l'Allemagne soit dépourvue de lois empêchant le mariage entre des personnes souffrant d'épilepsie ou d'arriération mentale, ou de races différentes.
« Dès le milieu des années 1920, on voit se dessiner en psychiatrie une orientation de recherche similaire à la génétique humaine en anthropologie […] la référence à Mendel rapproche ces deux domaines de savoir traitant d'objets par ailleurs fort éloignés ». Les nominations d'Eugen Fischer et d'Ernst Rüdin à l'Institut Kaiser-Wilhelm, respectivement comme directeur de l'institut d'anthropologie et directeur de l'institut de psychiatrie, « marquent la consécration scientifique de conceptions eugéniques au sein de la psychiatrie et de l'anthropologie et la vocation appliquée de ces deux domaines ».
L'Autriche a connu un mouvement similaire : lors de la fondation de l'Association viennoise pour l'hygiène raciale en 1924, son président déclare que « c'est seulement si nous favorisons le fort, celui qui est apte à la vie, et si nous anéantissons celui qui est inapte à la vie, comme l'exige la Nature, que nous encouragerons cette hygiène utile à la collectivité ».
Le mouvement eugéniste, avec son idéologie bio-médicale, avait une grande influence en Amérique et en Europe avant l'arrivée des nazis au pouvoir ; il a trouvé à ce moment en Allemagne des conditions favorables à la mise en œuvre de ses propositions les plus radicales.

## Propagande et endoctrinement
« Si l'Allemagne devait avoir un million d'enfants par an et se défaire des sept cent ou huit cent mille les plus faibles d'entre eux, il en résulterait peut-être finalement un accroissement général de notre force. »

— Adolf Hitler, 1929

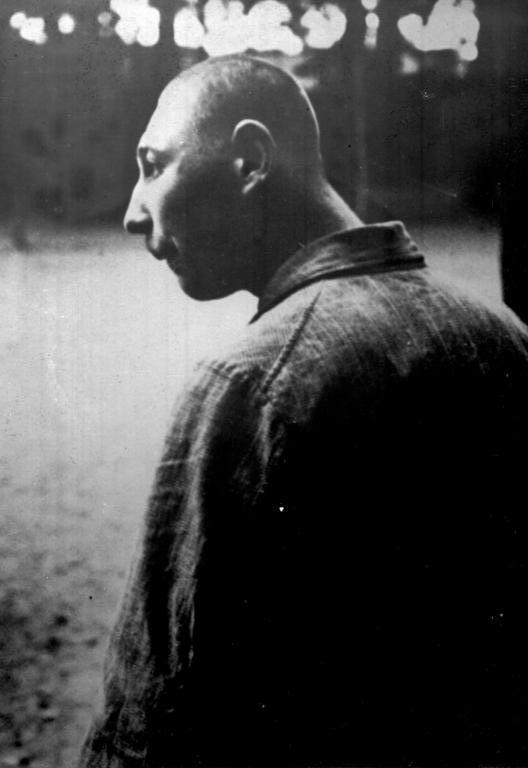
Photographie de propagande de 1934 avec la légende « Ce malade mental coûte annuellement 2000 marks à l'État ».

Annoncée dans Mein Kampf,, la volonté de Hitler de stériliser les patients atteints d'une maladie héréditaire se traduit, quelques mois après l'arrivée des nazis au pouvoir, par la loi allemande sur la stérilisation forcée du 14 juillet 1933. Si cette politique de stérilisation forcée n'est pas spécifique à l'Allemagne, elle y constitue, selon Robert Jay Lifton, le précurseur du meurtre de masse. Cette législation ne suscite pas d'autre opposition que celle de l'Église catholique, qui la juge contraire à l'encyclique Casti connubii ; elle évite toutefois toute confrontation directe et plaide pour que les magistrats et médecins catholiques ne soient pas obligés de participer à la mise en œuvre de la loi.

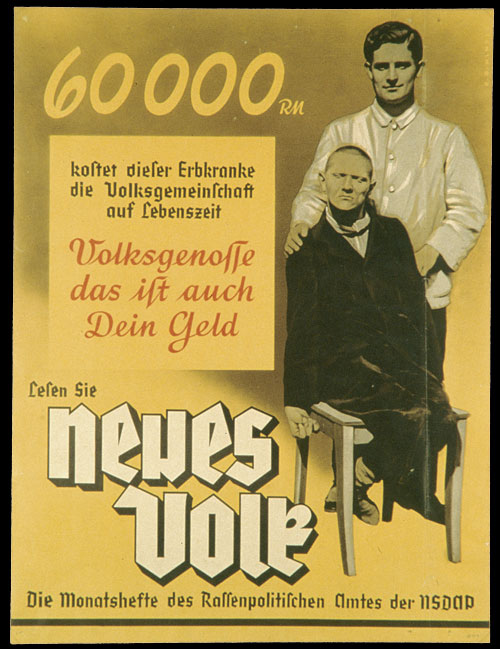
Cette affiche de 1938 indique : 60000 Reichsmark, c'est ce que la vie de cette personne souffrant d'un défaut héréditaire coûte à la communauté populaire. Chers concitoyens, c'est aussi votre argent. Lisez le Neues Volk, le mensuel du Rassenpolitisches Amt du NSDAP.

À partir de 1933, une intense campagne de propagande utilisant films, livres, brochures et affiches est lancée sur le coût que représentent les malades mentaux : on affirme notamment qu'un patient hospitalisé dans un asile coûte 5,5 reichsmarks par jour, cette somme suffisant aux besoins d'une famille avec trois enfants en bonne santé.
Entre 1935 et 1937, l'Office politique et racial national-socialiste (NS-Rasse und Politisches Amt) produit cinq films muets comportant « des scènes propres à horrifier le public allemand et à le convaincre de la nécessité d'éliminer la lie de la société pour le bien de la population tout entière ». Réalisé en 1936, Erbkrank (Maladie héréditaire) est tellement apprécié par Hitler qu'il en commande une suite avec une bande son, Opfer der Vergangenheit (Victime du passé), diffusée en 1937 dans tous les cinémas allemands,. Relèvent également de cette campagne de propagande, qui se poursuit jusqu'en 1941, Mission et Conscience, J'accuse (Ich Klage an) ou Une existence sans vie, qui se termine par la phrase « N'est-ce pas l'exigence de la charité : délivre ceux que tu ne peux guérir ! ».
L'enseignement est également mis à contribution. Le manuel de mathématiques destiné aux élèves des écoles primaires supérieures pour l'année scolaire 1936, pose le problème suivant : « La construction d'un asile d'aliénés coûte six millions de marks. Combien de nouvelles habitations à 15 000 marks pourrait-on construire avec cette somme ? ». La presse et le public sont encouragés à se rendre dans les asiles de leur région, où « de grotesques étalages des pires cas de maladie mentale et de malformations furent organisés ».
La loi sur la stérilisation forcée est suivie, en 1934, par d'autres législations eugénistes comme la loi contre les criminels irrécupérables et dangereux (Gesetz gegen gefährliche Gewohnheitsverbrecher), la loi d'organisation unifiée du système de santé (Gesetz zur Vereinheitlichung des Gesundheitswesens) et la loi sur les examens prénuptiaux (Ehegesundheitgesetz) ; l'adoption de ces textes est facilitée par l'Académie du droit allemand, créée le 26 juin 1933 et présidée par Hans Frank. La communauté scientifique accueille favorablement les lois imposant la stérilisation des « êtres inférieurs »,.

## Décision
« Le Reichsleiter Bouhler et le docteur Brandt sont chargés de la responsabilité d'étendre le domaine de compétence de certains médecins, nommément désignés, afin que les patients qui, pour autant que l'entendement humain puisse en juger après un diagnostic des plus approfondis, sont considérés comme incurables aient droit à une mort miséricordieuse. »

— Adolf Hitler, le 1er septembre 1939,
Le programme d'extermination des personnes handicapées est envisagé par Hitler de longue date : il l'évoque en 1933 avec Karl Brandt et Hans Heinrich Lammers ; le projet est mis en veilleuse en temps de paix, avant d'être mis en œuvre lors du déclenchement de la Seconde Guerre mondiale, dans un contexte de radicalisation idéologique.
En 1936, les projets d'extermination des malades mentaux se heurtent à l'opposition du ministre de la Justice Franz Gürtner qui estime qu'il est impensable de mettre en œuvre une campagne d'« euthanasie » sans prendre les mesures juridiques indispensables sauf à « porter atteinte aux fondements mêmes des enseignements apportés à l'humanité par le christianisme : ce serait la concrétisation des idées nietzschéennes » ; cette position est partagée par la commission sur le droit pénal du ministère de la Justice, dont un rapport, également daté de 1936, précise « qu'il ne peut aucunement être question d'autoriser l'extermination des prétendues vies indignes d'être vécues » ; elle est également suivie par certains médecins, comme à la clinique universitaire de Heidelberg dont un des professeurs, Carl Schneider, déclare que « la profession médicale ne consisterait alors plus à soigner, mais à exécuter ». À l'opposé de cette position, des psychiatres insistent sur la nécessité d'une législation portant sur l'« anéantissement de la vie indigne d'être vécue » afin d'être dégagés du problème de conscience qui découle de l'« euthanasie » des malades mentaux réalisée de manière « sauvage » dans des cliniques.
Dans ce contexte, les préparatifs se poursuivent, comme en témoigne l'inspection menée au château de Hartheim par une délégation de responsables du parti nazi et de la SS sous la conduite de Viktor Brack au cours de l'été 1938. En juillet 1939, lors d'une réunion entre Leonardo Conti, Hans Heinrich Lammers et Martin Bormann chef de la chancellerie du parti nazi, Hitler envisage l'extension des mesures de destruction des « vies sans valeur » déjà mises en œuvre pour les enfants handicapés et d'incorporer les malades psychiques des adultes au programme d'assassinat.
Rédigée au cours du mois d'octobre mais antidatée au 1er septembre 1939 pour coïncider avec l'invasion de la Pologne qui marque le déclenchement de la Seconde Guerre mondiale, l'« autorisation » de Hitler ne repose sur aucune base juridique : son application traduit chez les exécutants la notion de « travailler en direction du Führer » développée par Ian Kershaw. Refusant de promulguer une loi en la matière, parce qu'il craint la mise en place d'une bureaucratie pesante et des contraintes juridiques, Hitler se limite à donner une « permission » écrite en dehors du cadre gouvernemental. Le ministre de la Justice Franz Gürtner n'en reçoit copie que le 27 août 1940, mais estime que la volonté du Führer a force de loi,.
Plusieurs projets de loi à la rédaction desquels Reinhard Heydrich participe sont rédigés après l'ordre de Hitler, pour être abandonnés en octobre 1940 : pour Hitler, une loi en la matière ne peut être envisagée qu'après la victoire, pour éviter d'éventuelles réactions de l'ennemi. Après la mort de Gürtner, les responsables de plus hautes juridictions du Reich sont informés de la mise en œuvre de l'Aktion T4 lors d'un séminaire organisé à Berlin les 23 et 24 avril 1941. Malgré l'absence de toute base légale, ils ne désapprouvent pas l'opération et conviennent que toute plainte à ce sujet ne doit pas être instruite localement, mais envoyée au ministère de la Justice du Reich.

## Organisation et personnel

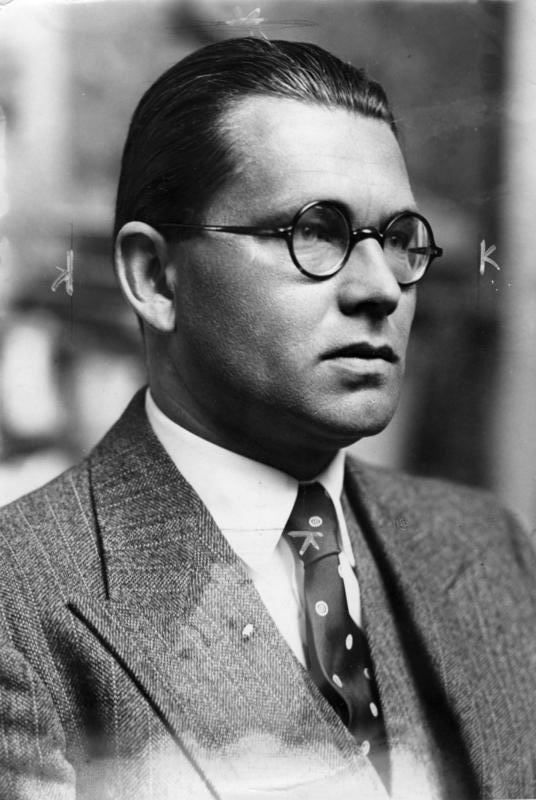
Philipp Bouhler.

Afin de garder le caractère secret de l'Aktion T4 et de privilégier une solution non bureaucratique, Hitler n'en confie la responsabilité ni au Secrétaire d'État à la Santé du ministère de l'Intérieur, Leonardo Conti, ni à la chancellerie du Reich, dirigée par Lammers, ni à la Chancellerie du NSDAP, dirigée par Martin Bormann, mais à la chancellerie du Führer, instance indépendante du gouvernement et à l'abri des contrôles financiers, placée sous la responsabilité de Philipp Bouhler et déjà chargée de l'« euthanasie » des enfants.
Créée en 1934 pour traiter les courriers adressés à titre personnel à Hitler par des membres du parti et les deux cent cinquante mille lettres qu'il reçoit à la fin des années 1930, la Chancellerie du Führer est un organisme sans grand pouvoir. Mais Hitler sait qu'il peut compter sur la loyauté sans faille de Bouhler, son efficacité, son fanatisme idéologique et son ambition. Sous les ordres de Bouhler, Viktor Brack, encore plus ambitieux que son supérieur et ancien participant au putsch de la Brasserie, est également idéologiquement sûr pour Hitler. Le bureau qu'il dirige, l’Amt II (Hauptamt à partir de 1939), comporte notamment une section IIb, placée sous la responsabilité de Hans Hefelmann, qui traite notamment des demandes relatives au ministère de l'Intérieur, y compris les questions sensibles de la compétence des services de santé.
Sur la base d'instructions orales données par Hitler à son « médecin accompagnateur », Karl Brandt, et à Bouhler, et peut-être à la suggestion de ceux-ci, Hefelmann entame des discussions avec des médecins notoirement favorables à l'euthanasie, tel Max de Crinis à l'Institut Göring, et met en place une organisation destinée à camoufler l'assassinat d'enfants handicapés : la Commission du Reich pour l'enregistrement scientifique des souffrances héréditaires et congénitales graves (Reichsausschuss zur wissenschaftlichen Erfassung erb- und anlagebedingter schwerer Leiden). Il s'agit d'un comité d'experts médicaux chargés d'établir un registre national obligatoire de tous les nouveau-nés « mal formés ». Trois membres, deux pédiatres et un psychiatre, forment un sous-comité chargé de désigner ceux qui ne méritent pas de vivre.

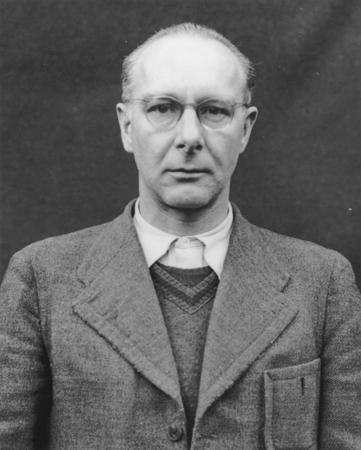
Viktor Brack lors du Procès des médecins.

Ayant eu vent de la réunion du mois de juillet entre Hitler et Leonardo Conti, Brack craint de voir le contrôle de l'opération lui échapper. Il demande donc à Hefelmann d'établir un bref mémoire statistique sur les patients internés dans des asiles et de le transmettre à Bouhler. Celui-ci obtient rapidement l'accord de Hitler pour que Brack puisse étendre ses opérations à des patients adultes, pour autant qu'elles se déroulent dans le secret le plus absolu en tenant le ministère de l'Intérieur à l'écart. Le nombre des patients concernés étant estimé à 60 000, le maintien du secret nécessite la mise en place d'un camouflage administratif. L’Association des asiles du Reich, chargée de distribuer les questionnaires d'évaluation des patients, la Fondation d'utilité publique pour la gestion des asiles, responsable de la gestion du personnel et des aspects financiers, et la Société d'utilité publique pour le transport des patients (Gemeinnützige Krankentransport -Gekrat), sont créées et placées sous la direction de Brack ; elles s'installent toutes les trois au no 4 de la Tiergartenstrasse. Outre Brandt, Brack et Bouhler, l'organisation dispose à ce moment de cent quatorze personnes. Le personnel engagé pour « supprimer les bouches inutiles », à l’administration centrale ou dans les centres de gazage, ne fait l'objet d'aucune contrainte et les médecins qui refusent d'y participer ne voient pas leur carrière en souffrir ; ceux qui ne désirent plus collaborer à l'Aktion T4 ne font l'objet d'aucune sanction ou de sanctions mineures. « Presque tous ceux qui furent sollicités se déclarèrent prêts à s'engager. En dehors des avantages financiers, des possibilités d'avancement, ou de la fierté de participer à un projet secret, une certaine conception de l'obéissance a pu jouer un rôle : on était disposé à accepter sans examen critique, comme obligatoires, des instructions à partir du moment où elles venaient « d'en haut » ». Cette adhésion au projet d'euthanasie forcée peut également découler du fait que le corps médical est la profession la plus nazifiée du Reich : plus de 50 % des médecins sont membres du parti nazi, de la SA et de la SS.
Une administration composée d'un bureau central et de six départements, placée sous la direction de Gerhard Bohne, est mise en place et quatre associations servant d'écran à l'opération sont créées. Nazi convaincu, membre de la SS, juriste et juge d'instruction à Cologne, Bohne est « un exemple type de bureaucrate scrupuleux jusque dans les détails […] enclin à la précision juridique et au bon ordre administratif ». Il se voit notamment adjoindre les services de Christian Wirth également remarqué pour son habileté dans l'organisation et l'administration.

### Opérations de camouflage
« La première tâche de Bohne consista à cacher à la population qu'une […] entreprise de meurtre allait avoir lieu, et surtout à dissimuler le fait que la Chancellerie du Führer avait un quelconque lien avec l'entreprise d'euthanasie, sans parler de l'ordre d'exécution qui en émanait. »

— Michael Tregenza
Outre le nom de code de l'opération elle-même, les centres de mise à mort ont des noms codés constitués d'une lettre, de A à E ; les dirigeants de l'Aktion T4 et les médecins qui travaillent à son siège central prennent des noms d'emprunt. Les organisations créées pour servir de couverture à l'Aktion T4 portent des noms anodins dissimulant leur caractère mortifère, comme la Fondation caritative des soins en institution (Gemeinnützige Stiftung für Anstaltspfelge), chargée de l'embauche du personnel, ou le comité chargé des asiles psychiatriques du Reich (Reichsarbeitsdemeinschaft Heil- und Pflegeanstalten), qui est chargé de la correspondance avec les institutions à propos de l'inscription et du transfert des patients. Les questionnaires envoyés aux établissement psychiatriques, aux cliniques, aux hôpitaux et aux institutions hébergeant des patients atteints d'une maladie chronique dissimulent leur fonction première de sélection des patients destinés à l'extermination derrière des questions plus générales portant entre autres sur le budget annuel, le nombre de lits, le personnel médical et infirmier, afin de donner l'impression d'une simple enquête statistique et administrative.
À partir de l'automne 1940, les victimes ne sont plus directement envoyées vers l'un des centres de mise à mort mais transitent par des établissements intermédiaires, où aucun examen complémentaire des futures victimes n'est effectué. Cette « mystification bureaucratique » se poursuit par l'envoi des courriers aux familles des victimes, notifiant leur transfert pour d'importantes mesures liées à la guerre, puis annonçant leur arrivée dans les centres de mise à mort, en assurant que les proches seraient avertis immédiatement d'un changement de l'état de santé des patients.
« Compte tenu de la dissimulation médicale des assassinats, chaque certificat de décès doit être falsifié ». Cette falsification doit éviter qu'un grand nombre de décès ne soit relié à un endroit et à une période particuliers. Les décès sont donc attribués à des causes reliées à l'état de santé des victimes ou à des maladies ou infections qu'elles auraient pu contracter ; pour ce faire, le personnel médical chargé d'établir les certificats de décès peut se baser sur des guides écrits spécifiant les détails importants pour la cohérence des causes du décès. Pour Robert Jay Lifton, « il n'est pas exagéré de dire que le rôle « médical » premier —  et peut-être le seul — des médecins [des centres de mise à mort] consistait à déterminer la falsification la plus crédible des certificats de décès de chaque patient-victime ».

### Les cadres médicaux
« Ce qui est tragique, c'est qu'aucun de ces médecins n'eut besoin d'une loi pour participer à cette entreprise d'euthanasie. Aucun d'entre eux n'hésita sérieusement à participer à une telle entreprise. Sans y avoir été contraints en aucune façon, ils élaborèrent eux-mêmes les règles déterminant si tel patient devait vivre ou mourir. Leur participation fut entièrement volontaire et inconditionnelle »

— Michael Tregenza
Philipp Bouhler et Karl Brandt, qui est lui-même médecin, sont chargés tous deux par Adolf Hitler de donner pouvoir à des médecins particuliers, nommément désignés, de réaliser des « euthanasies » « sur des patients qu'ils considèrent comme incurables, sur la base du jugement humain, après évaluation soigneuse de leur situation ». En janvier 1940, les dirigeants du programme insistent officiellement sur le fait que seuls les médecins habilités doivent réaliser les mises à mort, selon le mot d'ordre : « la seringue appartient au médecin ». De leur point de vue, il s'agit d'un programme médical. La mort des malades incurables est une délivrance pour eux-mêmes, et ensuite pour la société d'un point de vue économique, émotionnel, et même esthétique.
Pour l'organisation de l'Aktion T4, Bouhler et Brandt s'appuient sur de nombreux médecins comme Herbert Linden, responsable des asiles psychiatriques publics au ministère de l'Intérieur et chargé des questions d'hérédité et de race au département de la Santé , Ernst-Robert Grawitz, médecin en chef de la SS, les professeurs et psychiatres Werner Heyde de Wurtzbourg, jeune psychiatre prometteur et Paul Nitsche, choisis en raison de leur proximité avec le régime, de leur réputation au sein du milieu médical et de leur opinion favorable sur l'« euthanasie », et les psychiatres Carl Schneider et Irmfried Eberl. À côté de ces médecins expérimentés, l'organisation nécessite le recrutement de jeunes médecins fiables ou d'étudiants en médecine pour évaluer quelque 200 000 formulaires de renseignements sur les patients ; une quarantaine de praticiens sont présentés à Brandt et les recrutements s'effectuent entre novembre 1939 et juillet 1941.

#### Refus de collaboration
Durant le conflit, le Dr Creutzfeldt, codécouvreur en 1922 de la maladie de Creutzfeldt-Jakob, qui travaillait dans une clinique neurologique de la ville de Kiel, a réussi à sauver presque tous ses patients des mesures de l'Aktion T4. Alors que la plupart des médecins allemands ont collaboré avec le régime nazi dans la mise en œuvre et l'exécution du programme d'extermination eugénique, le Dr Creutzfeldt a falsifié tous les dossiers médicaux de ses patients afin qu'ils ne répondent pas aux critères prédéfinis et soient donc maintenus auprès de lui en traitements conventionnels. Malgré les contrôles fréquents et assidus des responsables du régime, les actions philanthropiques du Dr Creutzfeldt ne furent révélées qu'après la chute d'Hitler.

### Le personnel de la SS

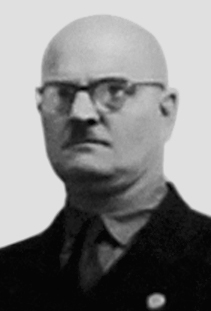
Christian Wirth.

À côté des cadres médicaux de l'organisation centrale et des centres de mise à mort, l'Aktion T4 est mise en œuvre avec du personnel issu de la SS. Début novembre 1939, dix sous-officiers des SS-Totenkopfverbände provenant des camps de concentration de Sachsenhausen, Buchenwald et Dachau, comme Josef Oberhauser, Gottfried Schwarz ou Lorenz Hackenholt, sont réquisitionnés et affectés à l'Aktion T4. À la demande d'Himmler, ils y travaillent en civil pour que le lien entre la SS et l'opération d'extermination ne soit pas visible.
Au sein du personnel provenant de la SS, de nombreux exécuteurs sont issus des rangs de la police, mais aussi d'autres horizons.
Christian Wirth est issu de la police de Stuttgart au sein de laquelle il était commissaire : « il semble avoir joué un rôle important [dans l'Aktion T4], même si […] son nom n'apparaît dans aucun document ni aucune correspondance ayant trait à l'euthanasie ». Il participe aux premiers essais de gazage réalisés à Brandebourg, et est ensuite affecté au centre de mise à mort Hartheim qu'il dirige de facto à partir de juillet 1940 ; « il semble qu'il ait rempli le rôle d'une espèce d'inspecteur général des établissements d'euthanasie, même si on ne retrouve pas de traces allant dans ce sens dans les documents. Il est certain en revanche qu'il faut mettre à son actif l'idée d'abuser les victimes avec les « salles de douche » ainsi que la mise en scène destinée aux familles des malades juifs »,.
Gottlieb Hering affecté au centre de mise à mort de Hartheim provient également de la police criminelle, comme Franz Reichleitner, commandant de Harteim.
Kurt Franz est, avant son transfert à l'Aktion T4, gardien au camp de concentration de Buchenwald, Kurt Bolender est membre des SS-Totenkopfverbände ; quant à Karl Frenzel, membre de la SA, il est charpentier

## Sélection des victimes
« Au fur et à mesure que l'entreprise d'extermination se développait, les victimes ne furent plus seulement les malades mentaux ou les handicapés physiques gravement atteints, mais tous les patients « indésirables » internés dans les asiles. »

— Michael Tregenza

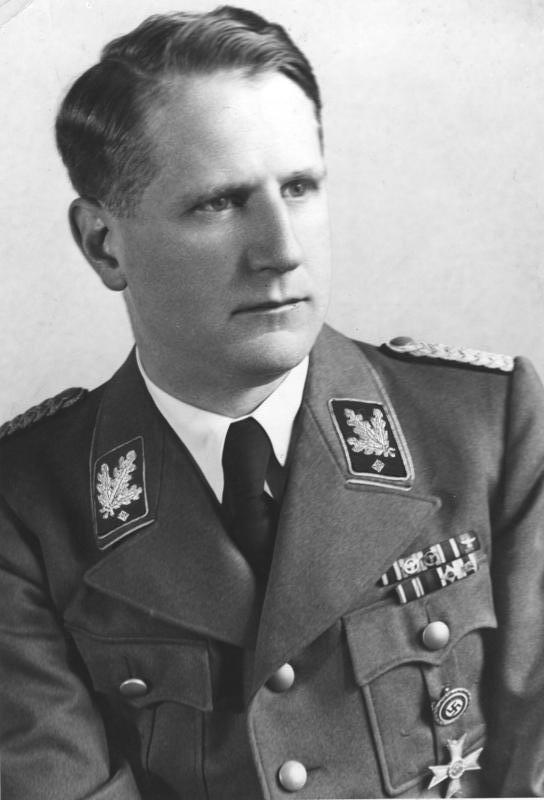
Leonardo Conti en 1939.

En mars 1938, les asiles psychiatriques allemands comptent environ 250 000 lits, dont 70 000 à 80 000 sont occupés par des internés en permanence ; ils emploient 2 000 médecins et 40 000 infirmières.
Le recensement de tous les établissements thérapeutiques dont certains patients pourraient être concernés par l'opération d'euthanasie forcée est effectué sur base d'une circulaire de Leonardo Conti du 21 septembre 1939 ; le 9 octobre 1939, une nouvelle circulaire de Conti ordonne aux responsables des établissements de compléter des formulaires pour chaque patient. D'après les données des formulaires, diffusés à 200 000 exemplaires, les médecins de l'Aktion T4 répartissent les patients en quatre groupes, :
1. les patients atteints de troubles mentaux et se trouvant dans l'incapacité de travailler, ou ceux qui ne pouvaient accomplir que des tâches subalternes routinières,
2. les patients ayant été internés pendant au moins cinq ans,
3. les patients internés en tant que fous dangereux et confinés dans des unités sous haute surveillance,
4. les patients qui n'étaient pas citoyens allemands ni de race allemande ou assimilée.

Le premier groupe est ensuite « ramené aux malades incapables de travailler ou qu'on ne pouvait employer qu'à un travail machinal », comme le précise le 26 juillet 1940 Herbert Linden, pour qui « il y a lieu de déclarer plutôt trop de malades que pas assez ». Ce critère de capacité au travail génère un effet paradoxal : dans un premier temps, de nombreux responsables d'asiles, craignant que leurs patients capables de travailler ne soient mobilisés pour l'économie de guerre, en classent le plus grand nombre possible dans la catégorie des patients inaptes au travail. Lorsque le sort des « inaptes au travail » devient connu, la démarche inverse est souvent adoptée : des médecins d'institutions psychiatriques recensent dans la catégorie des « aptes au travail » tous les malades qui en présentent la moindre apparence. Cette démarche fait l'objet d'un contrôle de la part de l'administration de l'Aktion T4 : quand le nombre des aptes au travail est jugé excessif, une commission de contrôle est envoyée sur place. Dirigées par des collaborateurs médicaux expérimentés de l'Aktion T4, ces commissions sont composées de jeunes médecins fidèles au parti mais tout à fait inexpérimentés, ou d'étudiants en médecine, ainsi que de secrétaires dactylographes. Leurs membres n'examinent aucun patient, mais se contentent de vérifier le contenu des formulaires et d'interroger le personnel soignant, sans tenir compte des objections de celui-ci,.
Les formulaires sont examinés par des membres de l'administration centrale de l'Aktion T4, qui prennent comme principal critère celui de l'aptitude au travail ; sans avoir vu les patients, et sans aucune compétence psychiatrique, ils marquent les formulaires des futures victimes d'une croix, ce qui leur vaut le surnom de Kreuzelschreiber (faiseurs de croix). Les cas difficiles à trancher, comme ceux des anciens combattants de la Première Guerre mondiale, sont soumis à Viktor Brack, sous le pseudonyme de Jennerwein. Lorsque certains responsables d'institutions psychiatriques refusent de remplir les questionnaires, conscients de sa véritable finalité, les médecins de l'Aktion T4 s'en chargent à leur place, sans le moindre contact avec les patients concernés. La plupart des victimes sélectionnées ne souffrent pas d'une maladie mortelle et aucune d'entre elles ne souhaite mourir. En raison du peu de connaissances à l'époque, il est difficile de déterminer quelles maladies et handicaps avaient les victimes de l'Aktion T4.
Dès le début de l'Aktion T4, les patients juifs font l'objet d'un sort particulier : concentrés dans quelques asiles, ils sont presque tous gazés à Brandebourg-sur-la-Havel à partir de juillet 1940,.

## Transport vers les centres de gazage
« Les modalités de transport sont une caricature des transferts psychiatriques. […] La combinaison d'hommes en manteaux blanc et portant des bottes de SS incarne le projet d'« euthanasie » au sens général du terme. »

— Robert Jay Lifton

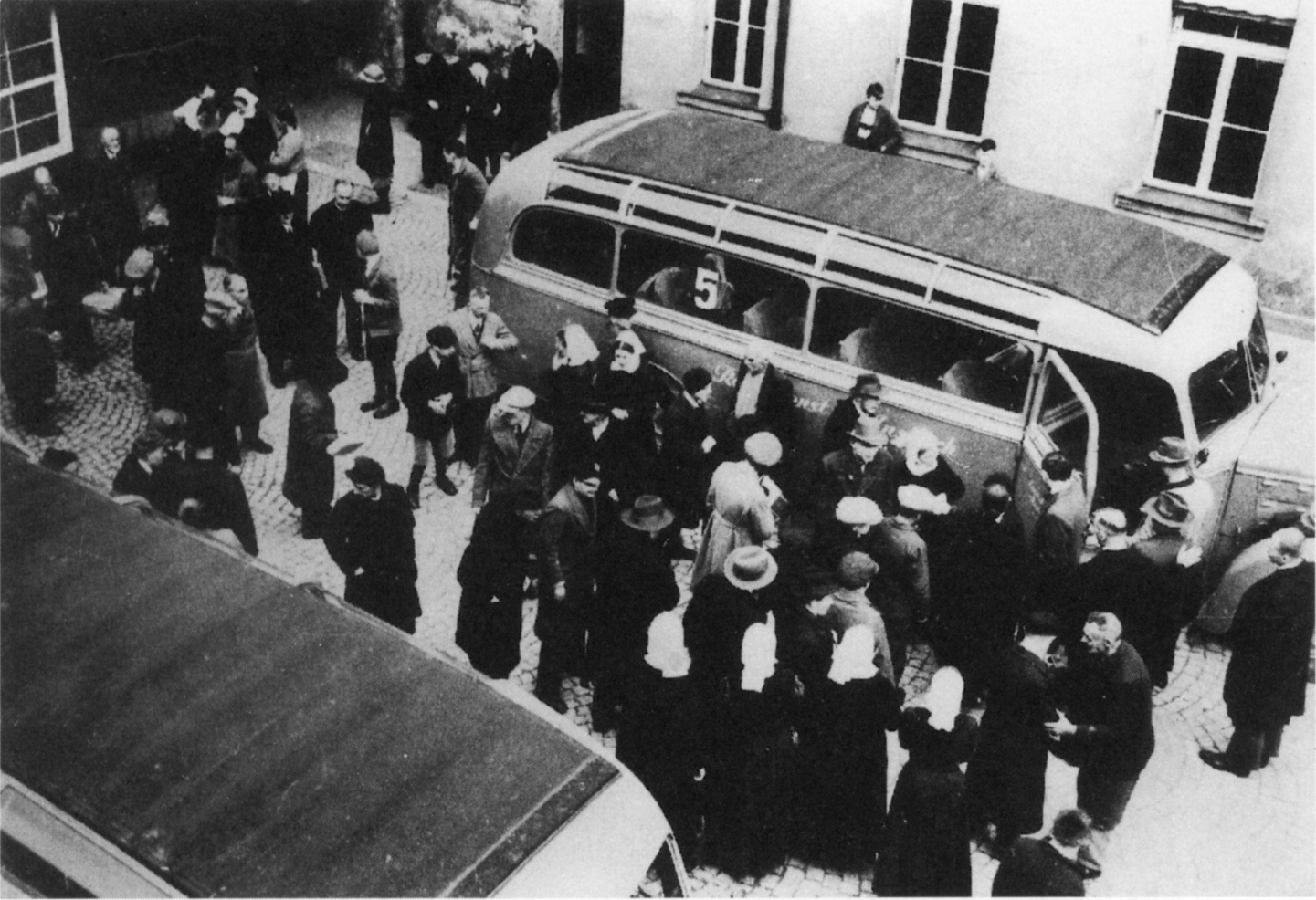
Embarquement de patients dans un bus en 1941.

Les victimes sont transportées vers les centres de gazage par des autocars aux vitres peintes ou obstruées, les « bus gris ». Souvent, à l'arrivée des camions, les patients se réfugient dans les greniers, les jardins ou les annexes des asiles, d'où il faut les déloger, et dans bien des cas la violence est employée pour les faire monter dans les véhicules.
Une équipe de transport de la Gekrat, comportant trois ou quatre chauffeurs membres de la SS avec leurs autocars, est affectée à chaque centre de gazage. Les convois sont dirigés par un membre de la Gekrat, un employé de l'Aktion T4 ou un médecin d'un centre d'extermination : ils embarquent les malades avec leurs papiers et effets personnels transportables. Certains chefs de convoi acceptent parfois de laisser des malades à l'asile, mais habituellement ils exigent que le nombre initialement prévu soit respecté et qu'on leur livre des « remplaçants ».
Dans tous les cas, les familles ne sont averties du transfert qu'après que celui-ci a eu lieu, en gardant la destination secrète ; le courrier précise également que les visites ne sont pas autorisées et qu'aucun renseignement ne peut être donné « en raison du manque de personnel dû à la guerre et du surcroît de travail qui en résulte ».

## Centres de gazage et techniques d'assassinat

### Les centres de gazage

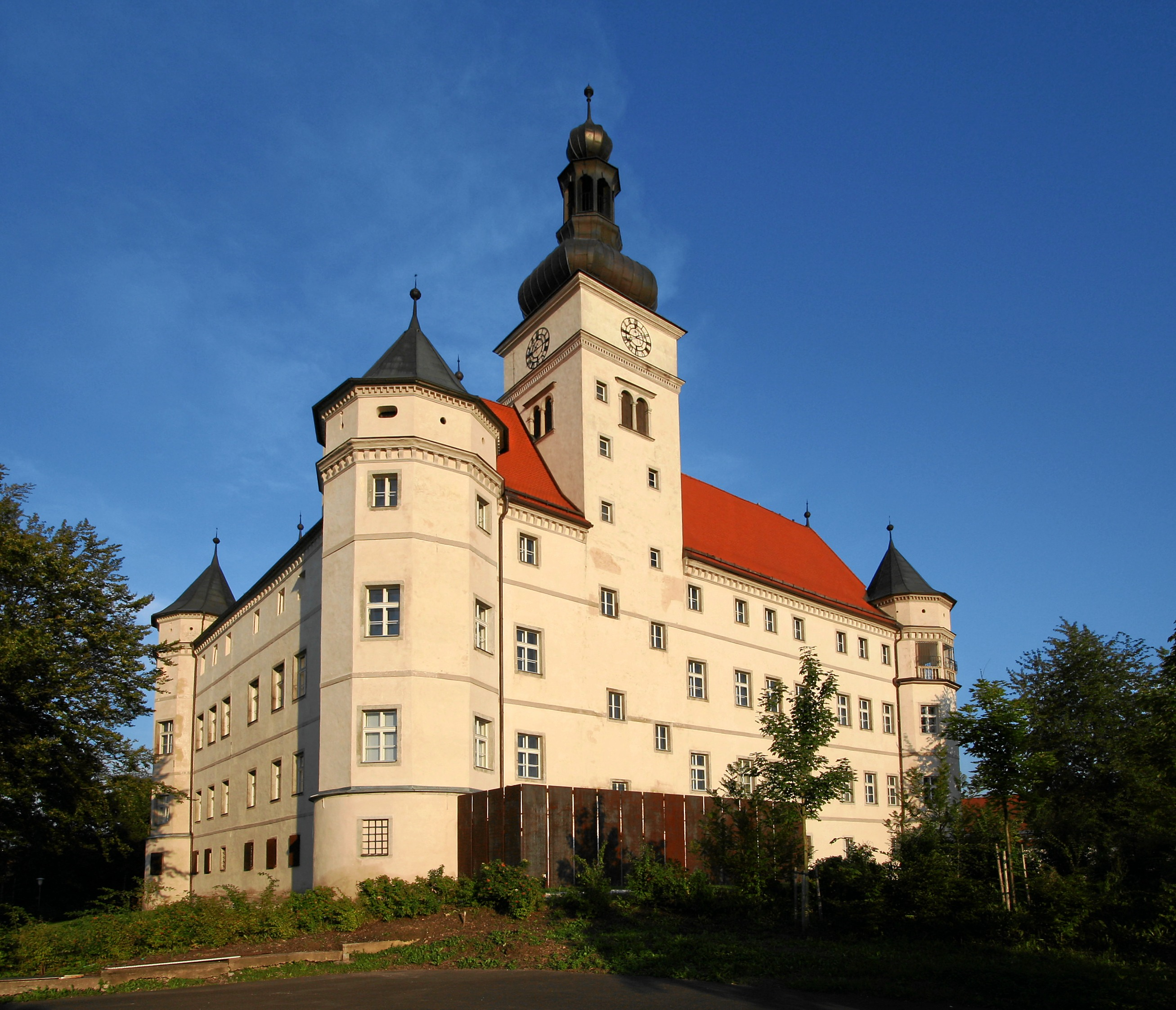
Le château de Hartheim.

Entre 1939 et 1941 six centres de gazage sont mis en place dans le Reich.
| Centre de gazage de l'Aktion T4 | Nom de code | Nombre de victimes. | Période de fonctionnement          |
| ------------------------------- | ----------- | ------------------- | ---------------------------------- |
| Grafeneck                       | A           | 10 654              | 20 janvier 1940 - décembre 1940    |
| Brandebourg-sur-la-Havel        | B           | 9 772               | 8 février 1940 - octobre 1940      |
| Schloß Hartheim                 | C           | 18 269              | 6 mai 1940 - décembre 1944         |
| Pirna-Sonnenstein               | D           | 13 720              | juin 1940 - septembre 1942         |
| Bernburg                        | B           | 8 601               | 21 novembre 1940 - 30 juillet 1943 |
| Hadamar                         | E, puis A   | 10 072              | janvier 1941 - 31 juillet 1942     |

Chaque centre est dirigé par un médecin dont on n'exige aucune expérience en psychiatrie ou en neurologie. Il a sous ses ordres un ou plusieurs médecins assistants, en général fraîchement diplômés et dépourvus de formation ou d'expérience psychiatriques et du personnel infirmier. L'essentiel du processus d'assassinat est effectué par un détachement de SS.

### Le choix de la technique d'assassinat

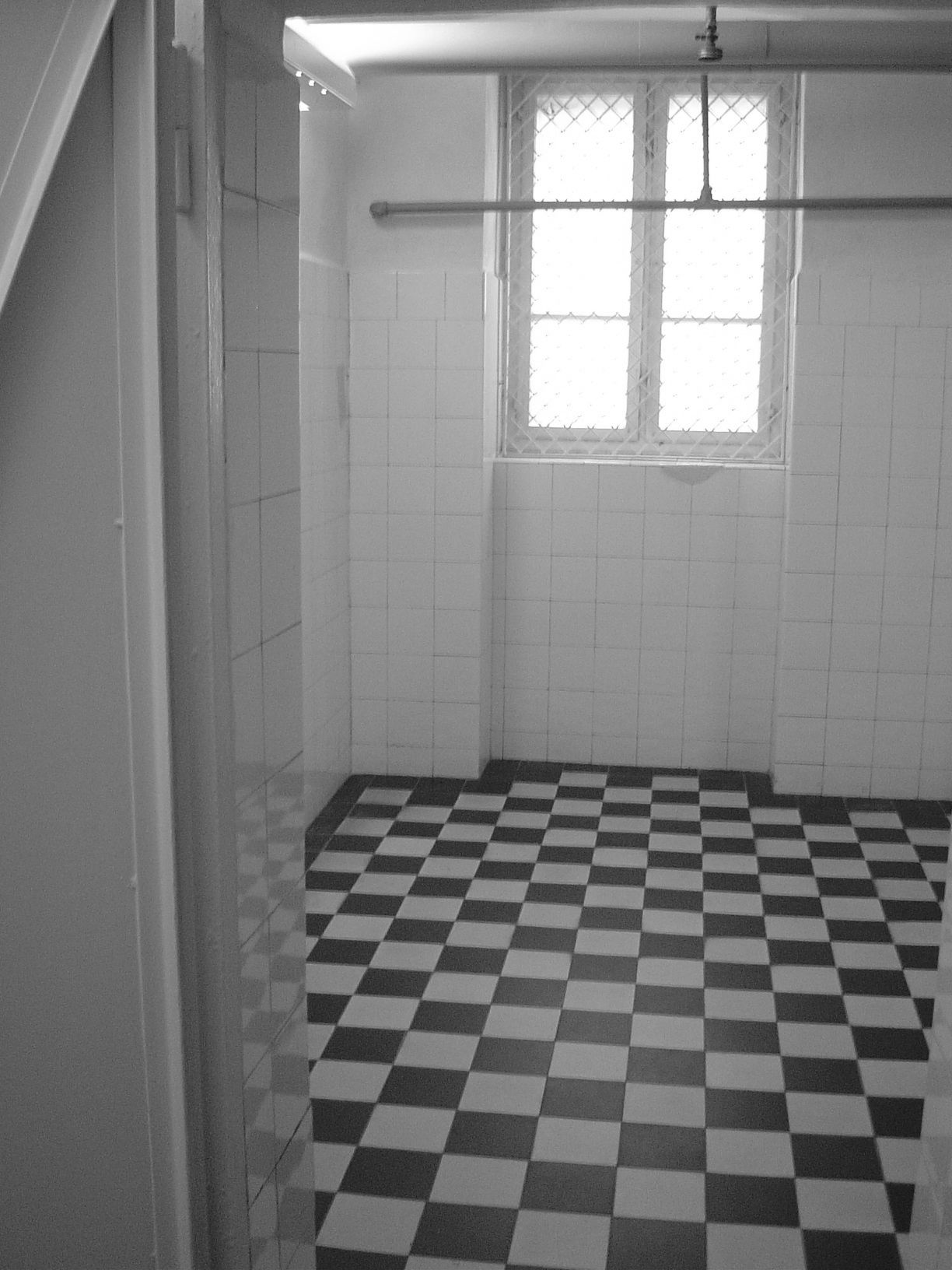
La chambre à gaz de Bernburg.

Alors que, dans le cadre de l'« euthanasie » des enfants, les enfants handicapés étaient assassinés par injection de morphine-scopolamine, par l'ingestion de comprimés de luminal ou par sous-alimentation, le gazage au moyen de monoxyde de carbone est choisi comme méthode de mise à mort de préférence à l'empoisonnement médicamenteux : ce mode d'assassinat a déjà été utilisé sur des malades mentaux polonais, après l'invasion du pays, à l'automne 1939 à Poznań, puis en Prusse orientale.
La première expérience de gazage dans le cadre de l'Aktion T4 se déroule en janvier 1940 à Brandebourg, dans une chambre à gaz construite sous la supervision de Christian Wirth : afin de tester différentes méthodes d'assassinat, six malades reçoivent des injections de différentes substances, dont la scopolamine-morphine, le curare et un mélange d'acide cyanhydrique et de morphine alors qu'une vingtaine d'autres sont gazés. L'opération se déroule en présence de quatorze fonctionnaires nazis et spécialistes médicaux venus du siège central de l'opération à Berlin, dont Philipp Bouhler, Viktor Brack, Leonardo Conti, Karl Brandt, Werner Heyde, Irmfried Eberl, Ernst Baumhard et Aquilin Ullrich. D'après le témoignage de Heyde, repris par Lifton et Tregenza, Brandt et Conti ne se contentent pas d'assister à l'opération mais administrent eux-mêmes les injections mortelles, dont l'action s'avère décevante et qui doivent être renouvelées. Le mode d'exécution par le gaz s'avérant plus efficace, il est généralisé par Viktor Brack dans les six centres de mise à mort de l'Aktion T4. Les bouteilles de monoxyde de carbone sont fournies par IG Farben sur simple commande par téléphone, et livrées via l'intermédiaire de l'institut technique de criminologie de la Kripo.
Fermant de manière hermétique, les chambres à gaz ressemblent à des salles de douche :

« Une pièce analogue à une salle de douche carrelée, mesurant environ trois mètres sur cinq et haute de trois mètres. Sur le pourtour étaient placés des bancs et le long du mur, à environ 10 cm du sol, passait une canalisation d'environ un pouce de diamètre. Ce tuyau était percé de petits trous d'où sortait l'oxyde [sic] de carbone. Les bouteilles de gaz se trouvaient à l'extérieur de la pièce, et elles étaient raccordées à la canalisation d'amenée du gaz. »

Une fois les victimes enfermées dans la chambre à gaz, un médecin actionne le manomètre d'une bouteille de monoxyde de carbone, le processus d'empoisonnement prenant une vingtaine de minutes, pendant lesquelles certains malades frappent aux portes alors que d'autres restent passifs.

## Protestations et arrêt «officiel» de l'Aktion T4
Malgré les efforts des autorités nazies pour garder secrète l'Aktion T4, des rumeurs se propagent et des protestations individuelles s'élèvent rapidement. Des habitants d'Hadamar remarquent que de la fumée s'échappe des cheminées de l'institution peu après l'arrivée de chaque convoi et entendent des membres du personnel du centre d'exécution parler de leur travail ; les familles des victimes sont de plus en plus nombreuses à faire le lien entre le transfert de leurs proches dans un des six centres de gazage et leur décès immédiat. Des familles reçoivent des urnes funéraires vides, d'autres sont averties que leurs proches sont décédés d'une appendicite aiguë, alors qu'ils avaient déjà été opérés. « Comme le cercle des personnes impliquées dans le transfert des patients ne cessait de s'élargir, l'entreprise d'élimination ne fut plus un secret d'État, mais un secret de polichinelle. »
Des fonctionnaires du ministère de la Justice, des magistrats et des procureurs s'étonnent de la fréquence anormale des décès dans les institutions psychiatriques. Un juge du Brandebourg, Lothar Kreyssig, spécialisé dans les affaires de tutelle, écrit au ministre Franz Gürtner pour protester contre un programme de meurtre de masse illégal et immoral : celui-ci lui répond que « Si vous ne reconnaissez pas la volonté du Führer comme une source de la loi, comme une base de la loi, vous ne sauriez rester juge ». Kreyssig est ensuite convoqué par Roland Freisler, le plus haut fonctionnaire du ministère de la Justice, qui lui confirme que les meurtres sont exécutés sur ordre de Hitler. Cela ne l'empêche pas d'écrire aux directeurs des hôpitaux psychiatriques de son district pour leur faire savoir que le transfert de patients vers les centres d'assassinat est illégal et passible de poursuites : cette attitude persistante lui vaut une mise à la retraite forcée en décembre 1941. « Certains psychiatres résistent [également] à l'assassinat médical — mais généralement de manière limitée, isolée et indirecte —. Même insuffisante, cette résistance n'est pas insignifiante ».
Des pasteurs et un évêque de l'Église protestante, Theophil Wurm, s'élèvent à titre individuel contre la campagne d'assassinats, mais leurs critiques restent inconnues de la population allemande. Des figures éminentes de l'Église confessante, comme Friedrich von Bodelschwingh et Paul Gerhard Braune, qui envoie un mémorandum de protestation à Hitler — dont Robert Jay Lifton souligne l'importance — s'opposent vigoureusement à la politique de stérilisation forcée puis à celle d'euthanasie.

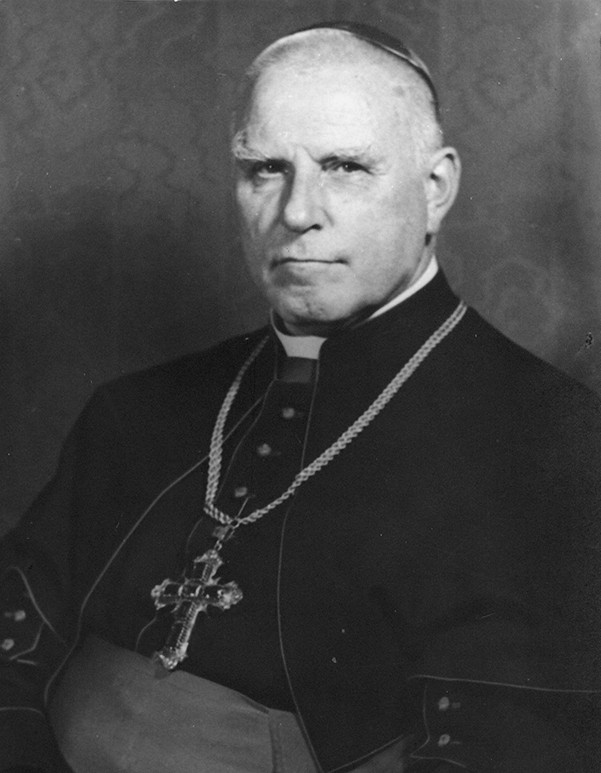
Clemens August von Galen.

C'est de l'Église catholique allemande, d'abord peu critique envers le régime nazi lors la signature du concordat du 20 juillet 1933, puis émettant certaines réserves quant au respect des termes de cet accord au travers de l'encyclique Mit brennender Sorge du pape Pie XI en 1937, que vient la première protestation publique connaissant un large écho. Dans un premier temps, la discrétion prime : si le Saint-Office affirme, le 2 décembre 1940, « qu'il est interdit de tuer, sur ordre de l'autorité publique, des personnes […] qui du seul fait d'une infirmité psychique ou physique, ne peuvent plus être utiles à la nation », cette déclaration n'est pas publiée dans L'Osservatore Romano, ni relayée par Radio-Vatican, et elle n'est diffusée en Allemagne qu'en mars 1941. Alors que le cardinal Adolf Bertram, président de la Conférence de Fulda tente de temporiser, estimant qu'il n'y a pas assez de preuves pour protester, l'évêque de Münster, Clemens August von Galen, prend position publiquement dans un sermon prononcé le 3 août 1941,.

« Il y a un soupçon général, confinant à la certitude, selon lequel ces nombreux décès inattendus de malades mentaux ne se produisent pas naturellement, mais sont intentionnellement provoqués, en accord avec la doctrine selon laquelle il est légitime de détruire une prétendue « vie sans valeur » […] Une doctrine terrible qui cherche à justifier le meurtre des personnes innocentes, qui légitime le massacre violent des personnes handicapées qui ne sont plus capables de travailler ! […] Si on l'admet, une fois, que les hommes ont le droit de tuer leurs prochains « improductifs » […], alors la voie est ouverte au meurtre de tous les hommes et femmes improductifs […]. La voie est ouverte, en effet, pour le meurtre de nous tous, quand nous devenons vieux et infirmes et donc improductifs. Alors on aura besoin seulement qu’un ordre secret soit donné pour que le procédé, qui a été expérimenté et éprouvé avec les malades mentaux, soit étendu à d'autres personnes « improductives » ! »

— Clemens August von Galen
Le sermon de Galen connaît un énorme retentissement en Allemagne et à l'étranger. À l'initiative de l'évêque, il est imprimé sous forme de lettre pastorale et lu dans les églises paroissiales ; l'évêque de Limbourg adresse au ministre de la Justice une lettre condamnant les meurtres et celui de Mayence prononce un sermon dans ce sens. « C'était le mouvement de protestation le plus puissant, le plus explicite et le plus répandu contre une politique nazie depuis le début du IIIe Reich ». L'allusion de Galen aux soldats souffrant de graves blessures influence de hauts responsables du Troisième Reich. En privé, le Generalfeldmarschall Keitel est contre l'euthanasie à cause des blessés et aliénés de la Première Guerre mondiale et parce que les hostilités en Russie, déclenchées en juin 1941, produiraient de nouvelles « vies improductives » : les supprimer porterait un coup terrible au moral des troupes sur le front. Cette position est partagée, pour les mêmes motifs par Himmler, chef de la Waffen-SS.
Les Britanniques, qui se sont procuré le texte du sermon, en font diffuser des extraits par le service allemand de la BBC ; ils le répandent en larguant des tracts au-dessus de l'Allemagne et en faisant circuler des exemplaires en France, aux Pays-Bas, en Pologne et dans d'autres régions d'Europe.
Le 24 août 1941, Hitler ordonne à Karl Brandt de mettre fin à l'Aktion T4 et le charge de transmettre cette instruction à Philipp Bouhler et Viktor Brack, tout en s'assurant que le meurtre des enfants handicapés, pratiqué à une échelle beaucoup plus réduite et donc moins visible, se poursuive. Cette décision d'arrêter l'opération fait suite aux protestations de Clemens Galen, à l'obstruction de nombreuses infirmières et aides-soignants, à l'inquiétude exprimée de plus en plus ouvertement par les parents, amis et voisins des victimes. Elle découle aussi de la crainte de Hitler de se voir rendu directement responsable des assassinats et du fait que le quota de 70 000 victimes qu'il avait initialement fixé a été atteint et même légèrement dépassé.
L'assassinat des handicapés et des malades mentaux continue cependant jusqu'à la fin de la guerre. Burkhart Schneider (de), officier allemand puis prêtre s.j., et historien, a pu conclure que « le rôle du sermon de Galen avait été négligeable. Le Programme était de toute façon achevé, on en avait plus ou moins fini avec tous ceux qu’on avait eu l’intention de tuer. En fait, il s’est poursuivi d’une certaine façon… ».

## Autres programmes d'assassinat de personnes handicapées
Si l'Aktion T4 est officiellement arrêtée le 24 août 1941, l'extermination de personnes considérées par les nazis comme des charges pour la société se poursuit jusqu'en 1945. Le recensement des malades à éliminer se poursuit au moyen des formulaires envoyés tous les six mois par les asiles, les institutions de l'Aide sociale et les maisons de repos à la commission du Reich pour l'enregistrement scientifique des souffrances héréditaires et congénitales graves, et la Gekrat continue à organiser le transport des patients vers leur lieu d'assassinat.
Sur la base d'initiatives locales, des « euthanasies » sont pratiquées dans plusieurs Reichsgaue dès l'automne 1933.
Depuis 1938, sur décision de commissions de médecins, environ 5 000 voire 8 000 nourrissons et enfants atteints de malformations diverses sont placés dans des unités de pédiatrie spécialisées (Kinderfachabteilungen), où ils sont assassinés dans le cadre de l'« euthanasie » des enfants. Antérieure à l'Aktion T4 et indépendante de celle-ci, cette politique se poursuit jusqu'à la fin du conflit.
Officiellement évacués des asiles situés dans des régions dont l'air est contaminé, des milliers de patients sont transférés vers des prétendus camps de repos, où médecins et infirmières les éliminent en les affamant ou par surdose médicamenteuse. Le « traitement par la faim » est officiellement mis en place en Bavière en 1942 : une fiche de cuisine spéciale est distribuée dans les différents établissements de soins, prescrivant un régime dépourvu de matières grasses et exclusivement constitué de légumes bouillis, qui doit conduire à la mort dans un délai de trois mois.

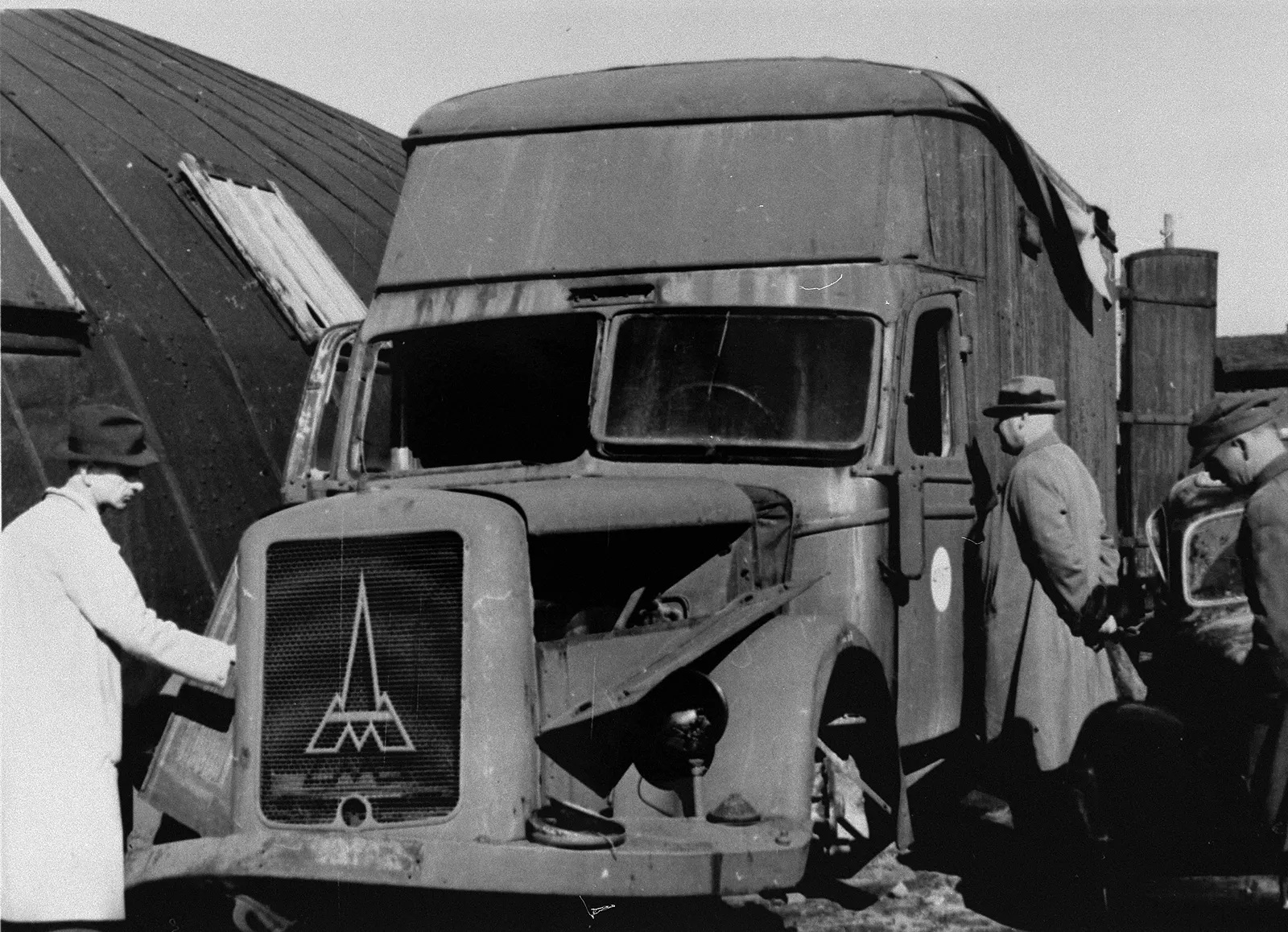
Camion à gaz Magirus-Deutz détruit au centre d'extermination de Chełmno.

En Prusse et Pologne occupée, dès octobre 1939, le Gauleiter de Poméranie fait « nettoyer » les asiles des villes côtières de Stralsund, Swinemünde et Stettin afin de libérer de la place pour l'implantation d'Allemands de la Baltique : les patients sont emmenés dans le voisinage de Dantzig où ils sont fusillés par des escouades de SS. Son collègue de Prusse orientale, Erich Koch fait liquider 5 558 patients internés dans des établissements de son Gau, qui sont tués par des SS mis à disposition par Wilhelm Koppe. Dans le Wartheland, Arthur Greiser fait assassiner des malades mentaux par une équipe dirigée par Herbert Lange au moyen d'un camion à gaz du type de ceux utilisés par les Einsatzgruppen, puis au camp d'extermination de Chelmno. Une chambre à gaz est mise en service dans un fort militaire de Poznań à l'automne 1939 ; à la demande du HSSPF de Königsberg, Lange et ses hommes gazent également 1 558 malades mentaux de Prusse orientale, rassemblés au camp de Soldau, au prix de 10 Reichsmarks par victime. Au total, au milieu de l'année 1940, ces actions locales ont fait environ 10 000 victimes.
Dans le Gouvernement général, les opérations sont confiées à Leonardo Conti qui donne l'ordre d'exterminer tous les malades mentaux, qu'ils soient polonais ou étrangers ; ceux-ci sont tués par la Gestapo ou par la SS.
De mi-1941 à l'hiver 1944-1945, les détenus des camps de concentration jugés trop faibles ou trop gênants pour être maintenus en vie, sont transférés pour être gazés dans les centres de mise à mort de l'Aktion T4, dans le cadre d'une opération connue sous le nom de code 14f13. En Alsace, partie intégrante du Gau Baden-Elsaß, 50 malades mentaux de l'hôpital de Stephansfeld-Brumath sont déportés à Hadamar le 5 janvier 1944 pour y être exterminés. Un seul a survécu.

## Bilan
De 200 000 à 300 000, aliénés et handicapés sont assassinés par les nazis entre 1939 et 1945, soit par gazage, soit par injection létale, soit par dénutrition.
Dans le cadre de l'Aktion T4, pour Eugen Kogon entre 70 273 et 71 088 de ces victimes périssent par le seul gazage, le premier chiffre, provenant du rapport statistique officiel de l'opération, étant repris par Willi Dressen et Michael Tregenza. Robert Jay Lifton, établissant le bilan de l'Aktion T4 et de l'Aktion 14f13 avance les chiffres suivants : 80 000 à 100 000 patients adultes internés dans des institutions, 5 000 enfants dans des institutions, 1 000 patients juifs et 20 000 détenus des camps de concentration. Ian Kershaw estime le nombre des victimes de l'Aktion T4, depuis son déclenchement jusqu'au mois d'août 1941, de 70 000 à 80 000 personnes, le nombre total des victimes de l'entreprise nazie de liquidation des malades mentaux et handicapés approchant sans doute le double.
Pour Gitta Sereny, dans le cadre de l’Aktion T4, de « 60 000 à 80 000 enfants et adultes dont beaucoup étaient de simples handicapés qu'on a trouvé depuis lors le moyen de guérir ont été mis à mort ».

## De l'Aktion T4 à la Shoah
« Le groupe le plus important de l'opération Reinhard provient du programme d'euthanasie. Ils y apportent leur connaissance et leur expérience pour la mise en place et le fonctionnement des institutions de gazage pour [commettre] des meurtres de masse. […] Ils occupent les postes clés impliqués dans les procédés d'extermination, la planification et la construction des trois camps de la mort — Bełżec, Sobibor et Treblinka — et commandent ces camps. »

— Yitzhak Arad
De nombreux exécuteurs de l’Aktion T4 participent ensuite à la Shoah. Ils sont notamment mis à disposition d'Odilo Globocnik dans le cadre de l'opération Reinhard, leurs salaires continuant à être versés par la chancellerie du Führer. Sur les dix sous-officiers des SS-Totenkopfverbände mutés à l'Aktion T4 début novembre 1939, neuf constituent le noyau de la garnison du camp d'extermination de Bełżec. Parmi les participants affectés à la Shoah se retrouvent notamment :
- Christian Wirth, plus haut responsable de l'Aktion T4 à être affecté à l'opération Reinhard[99], est nommé, en décembre 1941, commandant du camp d'extermination de Bełżec, puis, en août 1942, inspecteur général des camps d'extermination de l'opération Reinhard[102] ;
- Irmfried Eberl, médecin-chef des centres de gazage de Brandebourg-sur-la-Havel et de Bernburg, est le premier commandant du camp d'extermination de Treblinka[101] ;
- Gottlieb Hering, qui a dirigé le centre de mise à mort de Hartheim[59], succède à Wirth comme commandant du camp d'extermination de Bełżec[102] ;
- Josef Oberhauser[103] est chargé de la construction du camp d'extermination de Bełżec et y est l'adjoint de Wirth ;
- Gottfried Schwarz est commandant adjoint du camp d'extermination de Bełżec[T 27] ;
- Erich Fuchs[103] est affecté au camp d'extermination de Bełżec, puis de Treblinka[104] ;
- Gustav Wagner, Erich Bauer, Franz Reichleitner et Kurt Bolender sont affectés à Sobibor[105],[N 21] ;
- Franz Stangl, affecté au bureau d'état civil spécial de Hartheim[T 28], devient commandant du camp d'extermination de Sobibor puis de Treblinka.

## Après-guerre
« Après la guerre, de nombreux acteurs de ces opérations d'extermination firent carrière. Beaucoup d'entre eux rencontrèrent de la compréhension, à la différence des victimes exterminées, dont les familles n'ont toujours eu droit à aucune indemnité. »

— Willi Dressen, 1989

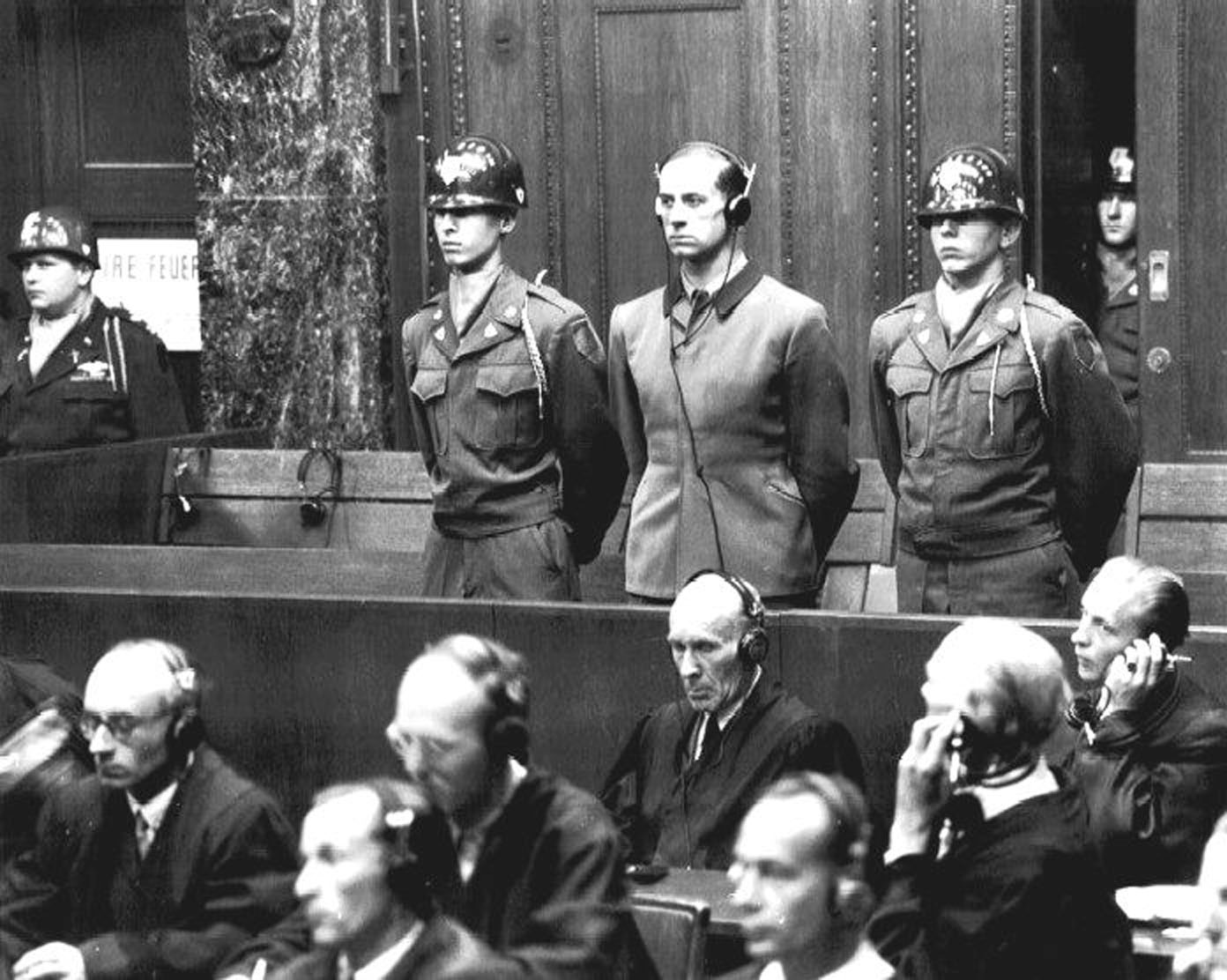
Karl Brandt lors du procès des médecins.

Certains responsables de l'Aktion T4 sont jugés lors du procès des médecins qui se tient à Nuremberg du 9 décembre 1946 au 20 août 1947 ; à l'issue de celui-ci Viktor Brack et Karl Brandt sont condamnés à mort et exécutés par pendaison. Cependant, lorsque après le procès Alexander Mitscherlich publie un ouvrage dénonçant l'élimination des malades mentaux, la Fédération des médecins allemands (BÄK) (de) en achète tous les exemplaires et accuse l'auteur de trahir sa patrie : son livre ne pourra être lu qu'après sa réédition en 1960.
Si les 350 médecins en lien direct avec les opérations d'assassinat se justifient par le fait qu'ils n'ont fait qu'appliquer le verdict prononcé par d'autres médecins et sans opposition des tribunaux, « en acceptant d'appliquer ces verdicts, ils approuvaient la condamnation à mort de ceux qui « souillaient » la race et ils admettaient la ségrégation de toute une population de « malades », d'« asociaux », de « criminels » et de personnes appartenant aux races « inférieures » ».
Seuls 40 participants aux euthanasies forcées sont condamnés en République fédérale d'Allemagne ; de nombreux médecins sont acquittés ou ne sont pas poursuivis (tel Julius Hallervorden), de même que les fonctionnaires du ministère de la Justice ou les 200 maires et employés municipaux impliqués dans l'opération.

## Politiques de la mémoire

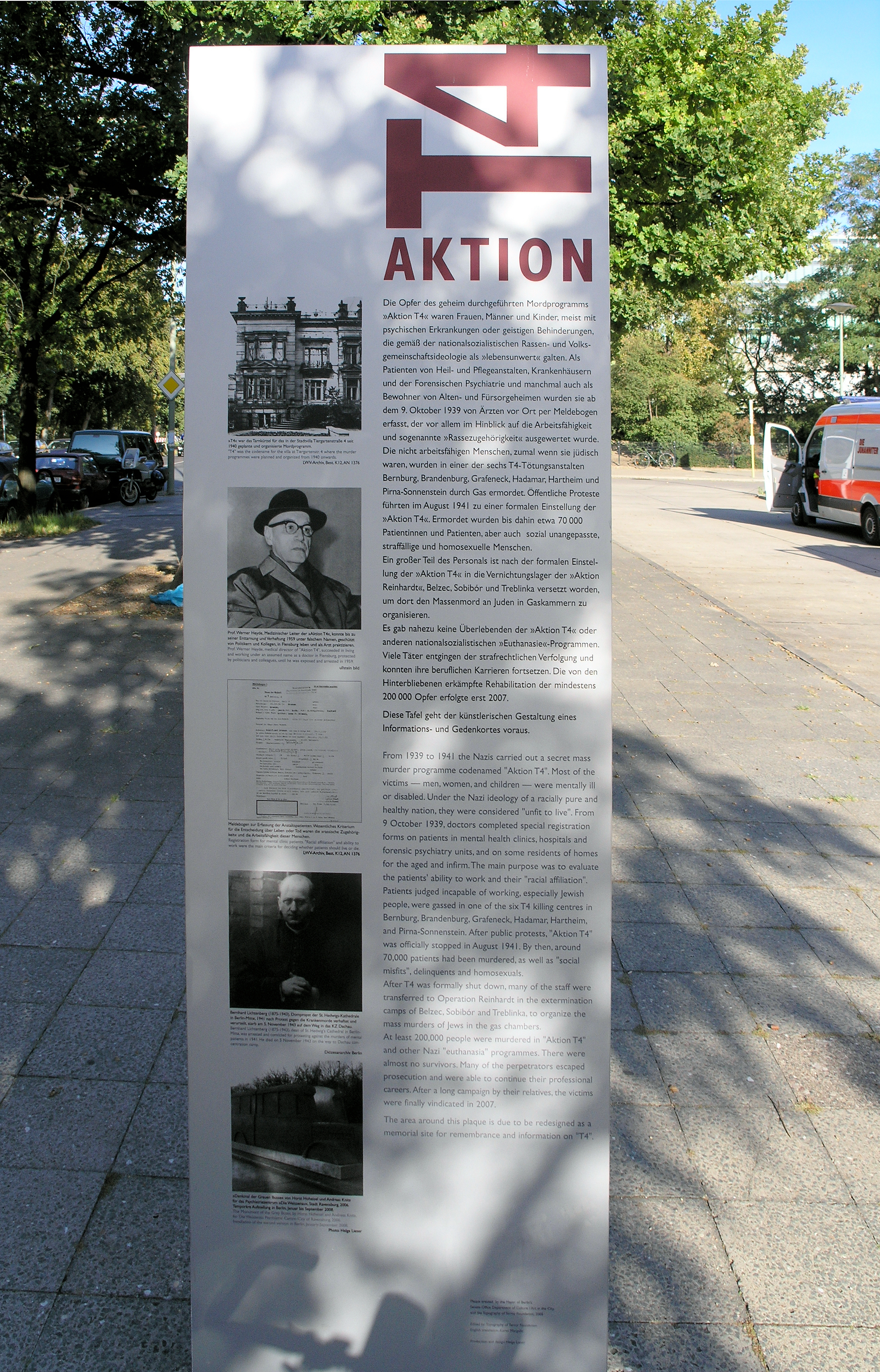
Stèle commémorative au Tiergartenstrasse 4, en 2009.

Le lieu historique de la planification et de l'organisation de l'Aktion T4, au no 4 de la Tiergartenstraße dans le quartier berlinois de Mitte, accueille plusieurs actions commémoratives : cependant, à la suite de critiques répétées regrettant le peu de visibilité de ce lieu de mémoire, le Bundestag décide le 13 avril 2011 de consacrer à la mémoire des victimes de l'Aktion T4 la sculpture d'acier érigée en 1988 à cet emplacement par Richard Serra, ce qui est matérialisé par la pose d'une plaque commémorative. Un centre national d'information et de commémoration, le Gedenk- und Informationsort für die Opfer der nationalsozialistischen „Euthanasie“-Morde (l'espace de commémoration et d'information pour les victimes des meurtres de « l'euthanasie » nazie) ouvre le 2 septembre 2014 au même endroit.

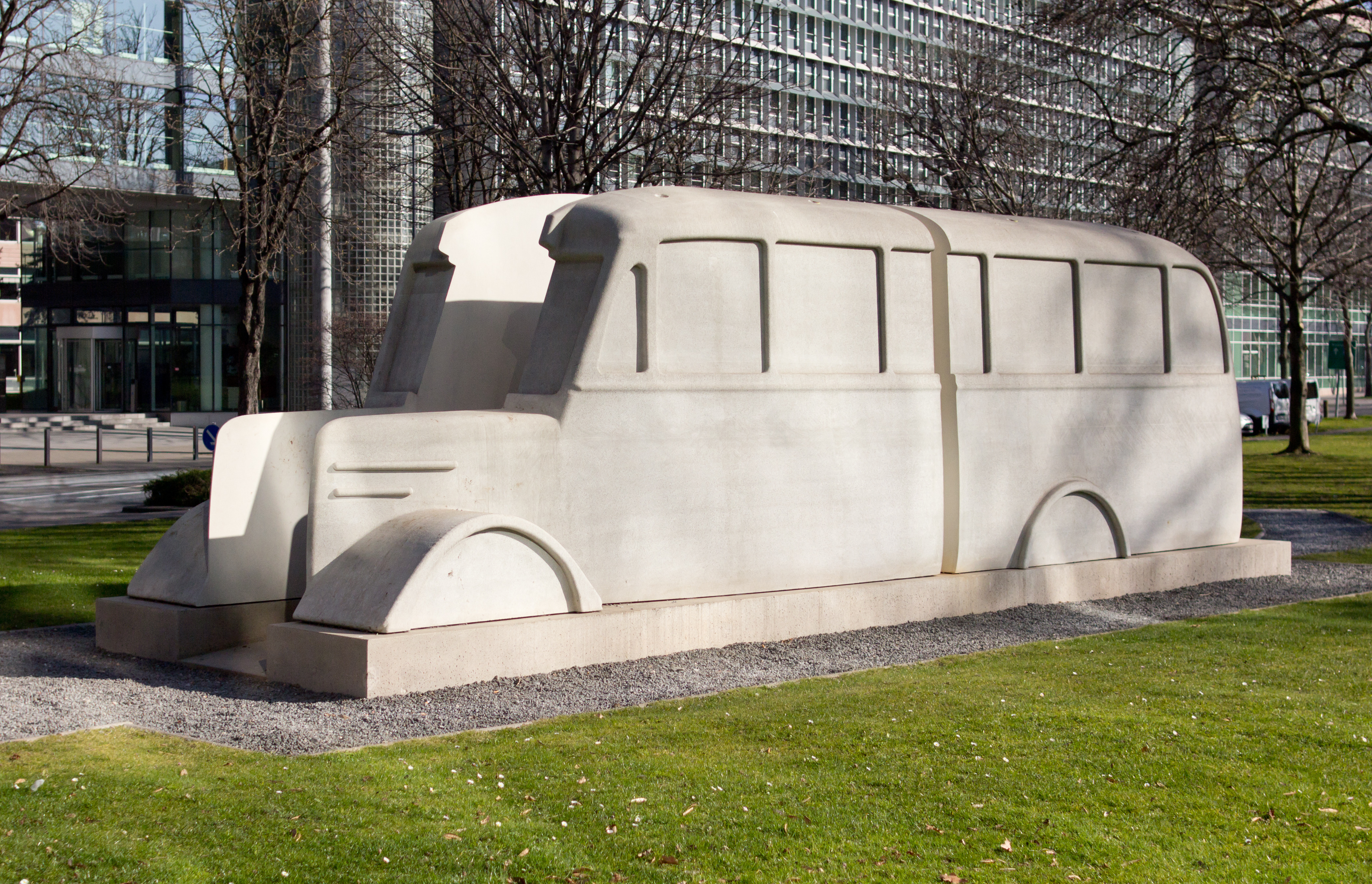
Mémorial du « bus gris », à Cologne en mars 2014.

Sous la double tutelle de la fondation Topographie de la terreur et de la fondation du mémorial aux Juifs assassinés d'Europe, une table ronde réunit à partir de janvier 2007 représentants de la société civile, citoyens engagés, associations et représentants des autorités. Regrettant alors le manque de visibilité de la commémoration, cette table ronde choisit d'exposer tout d'abord le mémorial des « bus gris » le 18 janvier 2008 devant la Philharmonie de Berlin. Il s'agit d'une copie de la sculpture en béton créée en 2006 pour le centre pour la psychiatrie Die Weissenau et qui s'inspire du modèle de bus utilisé en 1940 et 1941 pour les transports des patients depuis les établissements de soins vers les centres d'extermination. Le bus porte l'inscription « Où nous amenez-vous ? », rappelant ainsi la question posée par un patient.
Démonté le 17 janvier 2009, ce mémorial est ensuite exposé dans plusieurs villes, afin que le souvenir de l'assassinat des personnes handicapées sous le Troisième Reich reste, lui aussi, un souvenir en mouvement.

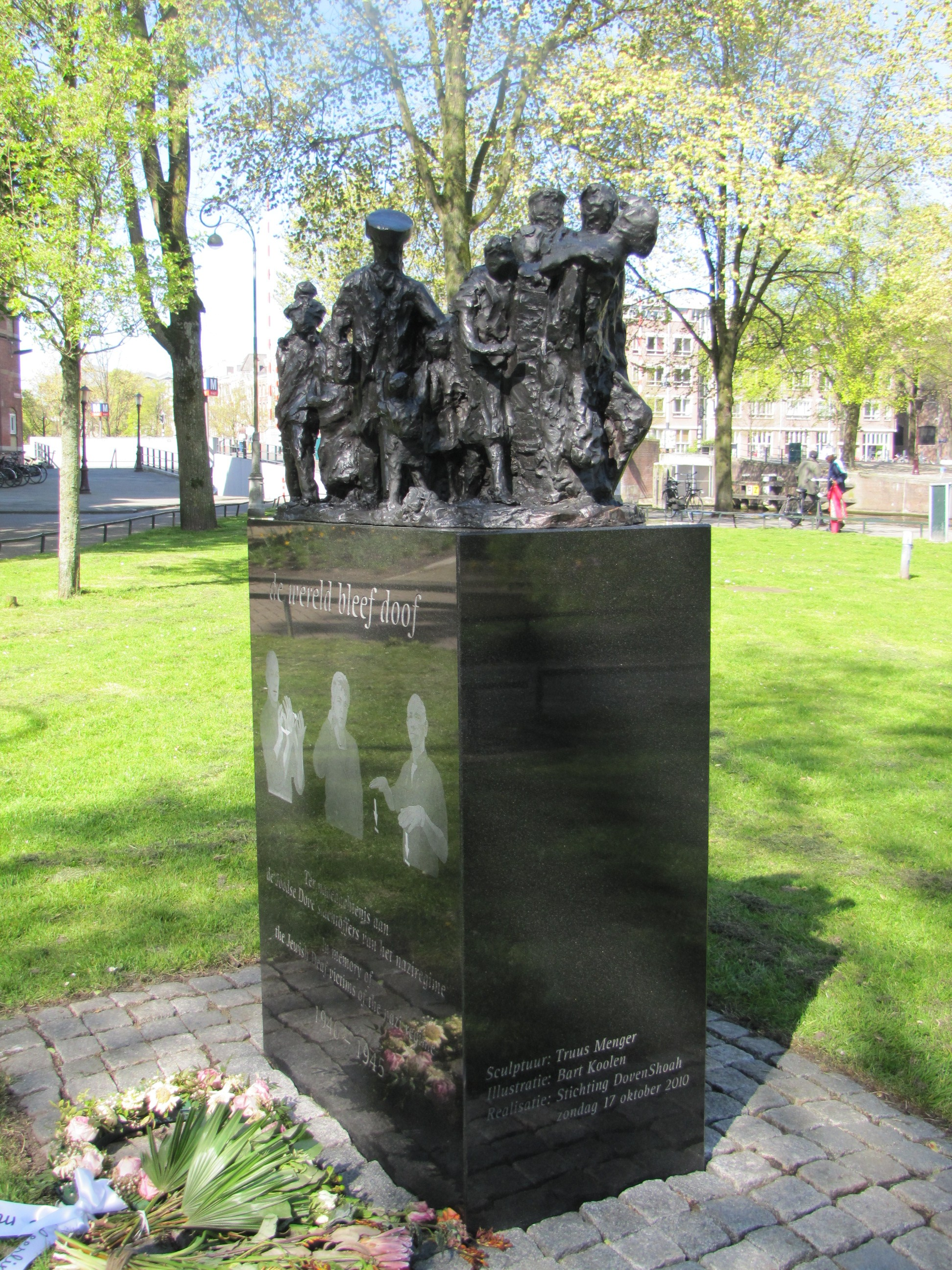
Monument érigé à Amsterdam à la mémoire des personnes juives sourdes victimes du régime nazi (1940-1945). « Le monde resta sourd » est écrit en langue des signes, en néerlandais et en anglais.

Plusieurs mémoriaux, parfois accompagnés d'expositions pédagogiques, ont également été érigés dans les anciens centres de gazage, comme dans de nombreuses cliniques psychiatriques d'où les patients avaient été envoyés à la mort : c'est notamment le cas à Hadamar, Brandebourg-sur-la-Havel, Bernbourg, Grafeneck, Pirna et Hartheim comme au monastère d'Irsee.
Lors du congrès de la Société allemande de psychiatrie du 26 novembre 2010, intitulé « La psychiatrie sous le nazisme : souvenir et responsabilité », le président de cette société s'exprime ainsi :

« Au nom de la Société allemande de psychiatrie, je vous prie, vous victimes et vos proches, de bien vouloir pardonner la souffrance et l'injustice qui vous ont été infligées sous le nazisme au nom de la psychiatrie allemande, et par des psychiatres allemands, ainsi que pour le trop long silence, l'oubli et l'ignorance de la psychiatrie allemande pendant les années qui ont suivi. »

En 2014, la fondation Topographie de la terreur organise sur son site une exposition intitulée « Enregistré, persécuté, exterminé : malade et handicapé sous le national-socialisme », en collaboration avec la Société allemande de psychiatrie et la fondation du mémorial aux Juifs assassinés d'Europe.